# Short track ai XXIII Giochi olimpici invernali
Le gare di short track ai XXIII Giochi olimpici invernali di Pyeongchang, in Corea del Sud, si sono svolte dal 10 a 22 febbraio 2018 presso l'arena del ghiaccio di Gangneung. Si sono disputate quattro competizioni al maschile (500 m, 1000 m, 1500 m, 5000 m staffetta) e altrettante al femminile (500 m, 1000 m, 1500 m, 3000 m staffetta).

## Calendario
| Uomini | 1500 m |  |  |       |  |  |  | 1000 m |  |  |                  |  | 500 m 5000 m staffetta | 4 |
| Donne  |        |  |  | 500 m |  |  |  | 1500 m |  |  | 3000 m staffetta |  | 1000 m                 | 4 |
| Totale | 1      |  |  | 1     |  |  |  | 2      |  |  | 1                |  | 3                      | 8 |

## Podi

### Uomini
| Evento                      | Oro                                                               | Tempo    | Argento                                                    | Tempo    | Bronzo                                                            | Tempo    |
| 500 m (dettagli)            | Wu Dajing                                                         | 39"584   | Hwang Dae-heon                                             | 39"854   | Lim Hyo-jun                                                       | 39"919   |
| 1000 m (dettagli)           | Samuel Girard                                                     | 1'24"650 | John-Henry Krueger                                         | 1'24"864 | Seo Yi-ra                                                         | 1'31"619 |
| 1500 m (dettagli)           | Lim Hyo-jun                                                       | 2'10"485 | Sjinkie Knegt                                              | 2'10"555 | Semën Elistratov                                                  | 2'10"687 |
| 5000 m staffetta (dettagli) | Ungheria Shaoang Liu Shaolin Sándor Liu Viktor Knoch Csaba Burján | 6'31"971 | Cina Wu Dajing Han Tianyu Xu Hongzhi Chen Dequan Ren Ziwei | 6'32"035 | Canada Samuel Girard Charles Hamelin Charle Cournoyer Pascal Dion | 6'32"282 |

### Donne
| Evento                      | Oro                                                                        | Tempo    | Argento                                                               | Tempo    | Bronzo                                                                          | Tempo    |
| 500 m (dettagli)            | Arianna Fontana                                                            | 42"569   | Yara van Kerkhof                                                      | 43"256   | Kim Boutin                                                                      | 43"881   |
| 1000 m (dettagli)           | Suzanne Schulting                                                          | 1'29"778 | Kim Boutin                                                            | 1'29"956 | Arianna Fontana                                                                 | 1'30"656 |
| 1500 m (dettagli)           | Choi Min-jeong                                                             | 2'24"948 | Li Jinyu                                                              | 2'25"703 | Kim Boutin                                                                      | 2'25"834 |
| 3000 m staffetta (dettagli) | Corea del Sud Shim Suk-hee Choi Min-jeong Kim Ye-jin Kim A-lang Lee Yu-bin | 4'07"361 | Italia Arianna Fontana Lucia Peretti Cecilia Maffei Martina Valcepina | 4'15"901 | Paesi Bassi Suzanne Schulting Yara van Kerkhof Lara van Ruijven Jorien ter Mors | 4'03"471 |

## Medagliere
| Pos.   | Paese                        | Oro | Argento | Bronzo | Totale |
| ------ | ---------------------------- | --- | ------- | ------ | ------ |
| 1      | Corea del Sud                | 3   | 1       | 2      | 6      |
| 2      | Paesi Bassi                  | 1   | 2       | 1      | 4      |
| 3      | Cina                         | 1   | 2       | 0      | 3      |
| 4      | Canada                       | 1   | 1       | 3      | 5      |
| 5      | Italia                       | 1   | 1       | 1      | 3      |
| 6      | Ungheria                     | 1   | 0       | 0      | 1      |
| 7      | Stati Uniti                  | 0   | 1       | 0      | 1      |
| 8      | Atleti Olimpici dalla Russia | 0   | 0       | 1      | 1      |
| Totale | Totale                       | 8   | 8       | 8      | 24     |